# Stanisław Kijak (oficer)
Stanisław Teofil Kijak (ur. 23 września 1898 w Dąbrowie, zm. 28 listopada 1945) – oficer dyplomowany piechoty Wojska Polskiego i Polskich Sił Zbrojnych na Zachodzie, podpułkownik.

## Życiorys
Stanisław Kijak urodził się 23 września 1898 roku w Dąbrowie, w powiecie bocheńskim. Po odzyskaniu przez Polskę niepodległości został przyjęty do Wojska Polskiego. Brał udział w wojnie polsko-bolszewickiej.
W 1921 roku był podporucznikiem w Wileńskim Pułku Strzelców, przemianowanym na 85 pułk piechoty. 3 maja 1922 roku został zweryfikowany w stopniu porucznika ze starszeństwem z dniem 1 czerwca 1919 roku i 2393. lokatą w korpusie oficerów piechoty, a jego oddziałem macierzystym był nadal 85 pułk piechoty w Nowej Wilejce. Z dniem 2 listopada 1926 roku został przydzielony do Wyższej Szkoły Wojennej w Warszawie, w charakterze słuchacza Kursu Normalnego 1926–1928. 19 marca 1928 roku został mianowany kapitanem ze starszeństwem z dniem 1 stycznia 1928 roku i 229. lokatą w korpusie oficerów piechoty. Z dniem 31 października 1928 roku, po ukończeniu kursu i otrzymaniu dyplomu naukowego oficera Sztabu Generalnego, został przydzielony do dowództwa 24 Dywizji Piechoty w Jarosławiu na stanowisko oficera sztabu. Z dniem 1 listopada 1930 roku został przeniesiony do Szkoły Podchorążych Piechoty w Ostrowi Mazowieckiej. 22 grudnia 1934 roku ogłoszono jego przeniesienie do 38 pułku piechoty w Przemyślu, w celu odbycia stażu liniowego na stanowisku dowódcy kompanii.
W latach 30. został awansowany do stopnia majora piechoty. Był oficerem Oddziału II Sztabu Głównego, gdzie pełnił funkcję szefa zaopatrzenia i pracował w Referacie Sytuacyjny Samodzielnego Referatu „Niemcy” Oddziału II SG, skąd został przeniesiony do Wydziału III Planowania. Na stopień majora został mianowany ze starszeństwem z dniem 1 stycznia 1936 roku i 84. lokatą w korpusie oficerów piechoty.
Po wybuchu II wojny światowej na okres kampanii wrześniowej w stopniu majora był oficerem II Rzutu II Oddziału II Zastępcy Szefa Sztabu Naczelnego Wodza. Po przedostaniu się na Zachód został oficerem Polskich Sił Zbrojnych na Zachodzie. W stopniu podpułkownika był oficerem 2 Korpusu Polskiego; w tym czasie był zwierzchnikiem rtm. Witolda Pileckiego planującym z nim działalność sieci wywiadowczej w powstałej wówczas Polsce Ludowej. Zmarł 28 listopada 1945 roku. Pochowany na Polskim Cmentarzu Wojennym w Bolonii.

## Odznaczenia
- Krzyż Walecznych (dwukrotnie),
- Medal Niepodległości (16 marca 1937)[18],
- Srebrny Krzyż Zasługi (17 marca 1930)[19],
- Krzyż Zasługi Wojsk Litwy Środkowej.